# Khon Kaen
Khon Kaen (in thailandese ขอนแก่น; trascrizione IPA: /kʰɔn kɛːn/) è una città maggiore (thesaban nakhon) della Thailandia, situata nel gruppo regionale della Thailandia del Nordest. Il territorio municipale occupa tutto il sottodistretto (tambon) di Nai Mueang, che fa parte del distretto di Mueang Khon Kaen, capoluogo amministrativo della Provincia di Khon Kaen. Con una popolazione di 110 615 abitanti, Nonthaburi era a tutto il 2020 l'undicesima città più popolosa del paese. Con il grande sviluppo che ha avuto a partire dagli anni 1960, è considerata la più ricca e moderna città del Nordest.

## Geografia fisica

### Territorio
Khon Kaen è nella zona centrale dell'altopiano di Khorat, a 187 m di altitudine s.l.m. e 451 km a nord-est dalla capitale Bangkok. Si trova in una zona pianeggiante, il confine sud è segnato dal fiume Chi – uno dei due maggiori corsi d'acqua dell'altopiano – e buona parte del confine orientale dal fiume Phong, che confluisce nel Chi poco fuori città.

### Clima
La temperatura media mensile massima è di 36,4° ad aprile, durante la stagione secca, con un picco di 42,6°, mentre la media mensile minima è di 17,2° a dicembre, nella stagione fresca, con un picco di 6,4°. La media massima mensile delle precipitazioni piovose è di 232 mm a settembre, nella stagione delle piogge, con un picco giornaliero di 196,3 mm registrato ad agosto. La media minima mensile è di 4 mm in gennaio. La stagione fresca va da ottobre a gennaio, quella secca da febbraio a maggio e quella delle piogge da maggio a ottobre.

## Monumenti e luoghi d'interesse

### Architetture religiose
- Wat Nong Wang, complesso di moderni templi buddhisti inaugurato nel 1789 e situato nel centrale parco dove si trova anche il lago Beung Khen Nakhon. Tra gli edifici sacri spicca lo stupa a nove piani Phra Mahathat Kaen Nakhon.[2][6]

### Altro
- Parco nazionale di Phu Wiang (noto anche come Cimitero dei dinosauri), situato 90 km a nord-ovest di Khon Kaen, dove si possono vedere resti di dinosauri rinvenuti in questo luogo e in aree limitrofe.[2]
- Chonnabot, villaggio che si trova 54 km a sud-ovest di Khon Kaen, noto per la produzione tradizionale a mano e la vendita al dettaglio di seta di alta qualità.[2]

### Aree naturali
- Parco pubblico Bueng Thung Sang, centrale parco in cui si trovano l'omonimo lago e alcuni templi.[2]

## Cultura

### Istruzione
Tra gli interventi governativi degli anni 1960 per lo sviluppo della città e dell'intera regione vi fu quello relativo all'istruzione con la fondazione a Khon Kaen di moderne università.

#### Università
- Università di Khon Kaen, fondata nel 1964, comprende diversi corsi di laurea. È il più importante ateneo del Nordest e uno dei migliori di Thailandia.[2][3]
- Istituto di Tecnologia Rajamangala.

#### Musei
- Museo nazionale di Khon Kaen, presenta opere artistiche risalenti all'Età del Bronzo e al Periodo Dvaravati.[2]
- Museo civico Hong Moon Mung di Khon Kaen, specializzato in manufatti relativi alla storia della città e della regione.[2]

### Eventi
- Fiera della seta e Festival del Phuk Siao, eventi che si tengono in contemporanea per 12 giorni a cavallo tra novembre e dicembre alla Sala municipale della strada Nakhon Rachakarn. Alla fiera della seta espongono i loro prodotti i migliori artigiani della zona, mentre si tiene il rituale buddhista Phuk Siao, che consiste nello scambio di sacri braccialetti formati da lunghi fili di cotone al fine di cementare l'amicizia.[2]

## Trasporti
Khon Kaen si trova lungo l'autostrada 2, che attraversa la regione dell'Isan.
La città è servita da una stazione ferroviaria situata sulla linea nordorientale della Ferrovia di Stato della Thailandia, che collega Bangkok con Vientiane.
È inoltre in progetto la costruzione di una metrotranvia che servirà la città e altri centri della provincia.
È anche presente un aeroporto con voli da e per le altre principali città della Thailandia.

## Filmografia
- Cemetery of Splendour (Rak ti Khon Kaen), regia di Apichatpong Weerasethakul (2015)